# Redevance d'archéologie préventive
La redevance d'archéologie préventive (devenue la taxe d'archéologie préventive (TAP) le 1er septembre 2022) est une des sources de financement de l'archéologie préventive française : l'Institut national de recherches archéologiques préventives (Inrap), les services archéologiques de certaines collectivités territoriales et le Fonds national pour l'archéologie préventive (FNAP) en sont les bénéficiaires.

## Description
Elle est due par toute personne projetant d’exécuter des travaux d'aménagement affectant le sous-sol et soumis à certaines déclarations ou autorisations en application du code de l'urbanisme ou devant être précédés d'une étude d'impact en application du code de l'environnement.
La redevance, qui a un caractère fiscal, est mise en œuvre en fonction de l'un des faits générateurs prévus par la loi (par exemple la délivrance d'un permis de construire).
L'assiette et le taux qui permettent de calculer son montant varient selon la nature du projet, soit :
- si le projet est soumis à autorisation ou déclaration au titre du code de l'urbanisme la redevance d'archéologie préventive est adossée à la taxe d'aménagement : la surface de construction est multipliée par une valeur forfaitaire au m² (indexée sur les variations de l'indice du coût de la construction), multipliée par 0,4 % (au 01/01/2016) ;
- pour les projets soumis à étude d'impact (installations classées telles que carrières, grands linéaires, ...), une valeur forfaitaire de 0,53 € au m² est appliquée à l'emprise du projet d'aménagement (valeur 2016 fixée par Arrêté du 23 décembre 2015 portant fixation du taux de la redevance d'archéologie préventive, réévaluée chaque année) indexée sur le coût de la construction.

Des exonérations sont prévues pour les travaux relatifs aux logements sociaux construits ou améliorés avec la participation financière de l’État, pour les affouillements liés à des travaux agricoles ou forestiers et pour la protection contre les risques naturels. Depuis janvier 2013, ne sont plus exonérées les constructions de logements réalisées par une personne physique pour elle-même.
La redevance est calculée, selon la catégorie du projet d'aménagement, soit par la DDTM ou la mairie soit par la DRAC, et elle est perçue par la Direction Régionale ou Départementale des Finances Publiques (DRFiP/DDFIP) du lieu où le redevable est domicilié (et non celle du lieu où les travaux sont réalisés). L'Inrap n'intervient pas dans le processus de calcul et de perception de la redevance, mais une part du produit de celle-ci – sous réserve de certaines déductions tels que des frais de gestion - est reversée par le Trésor soit à l'Inrap, soit aux collectivités territoriales qui ont décidé de réaliser les diagnostics prescrits sur leur territoire pendant au moins 3 ans. À compter de l'année 2016, le produit de la redevance d'archéologie préventive constitue une recette du budget de l’État, celui versant désormais des subventions à l'Inrap, aux collectivités territoriales et au FNAP.
En outre, une partie du produit de la redevance fixée annuellement par arrêté interministériel - qui ne peut être inférieure à 30 % - est affectée au Fonds national pour l'archéologie préventive. Ce fonds a pour objet de financer les subventions accordées par l’État aux aménageurs soumis à prescription de fouilles en application de critères définis par une commission ad hoc, et les prises en charge du coût des fouilles prévues dans le cas de constructions de logements locatifs aidés, de logements réalisés par une personne physique pour elle-même y compris dans le cadre d'un lotissement ou d'une ZAC.